# Andrzej Macieszczak
Andrzej Macieszczak (ur. 18 stycznia 1942, zm. 21 kwietnia 1986) – polski brydżysta i dziennikarz brydżowy, Arcymistrz Światowy (PZBS), World Life Master (WBF).

## Wyniki brydżowe

### Rozgrywki krajowe
W rozgrywkach krajowych zdobywał następujące lokaty:
| Drużynowe mistrzostwa Polski | Drużynowe mistrzostwa Polski | Drużynowe mistrzostwa Polski |
| Sezon                        | Drużyna                      | Pozycja                      |
| ---------------------------- | ---------------------------- | ---------------------------- |
| 1979/80                      | Marymont Warszawa            | 2                            |
| 1978/79                      | Marymont Warszawa            | 1                            |
| 1978                         | Marymont Warszawa            | 1                            |
| 1977                         | Marymont Warszawa            | 1                            |
| 1976                         | Marymont Warszawa            | 3                            |
| 1975                         | Budowlani Poznań             | 1                            |
| 1973                         | Marymont Warszawa            | 1                            |
| 1971                         | Orzeł Warszawa               | 3                            |

### Olimpiady
Na olimpiadach w zawodach teamów uzyskał następujące rezultaty:
| Olimpiady brydżowe. Zawody teamów | Olimpiady brydżowe. Zawody teamów | Olimpiady brydżowe. Zawody teamów | Olimpiady brydżowe. Zawody teamów | Olimpiady brydżowe. Zawody teamów | Olimpiady brydżowe. Zawody teamów |
| Rok                               | Miejsce                           | Zawody                            | Kategoria                         | Drużyna                           | Pozycja                           |
| --------------------------------- | --------------------------------- | --------------------------------- | --------------------------------- | --------------------------------- | --------------------------------- |
| 1976                              | Monte Carlo                       | 5 Olimpiada Teamów                | Open                              | Poland                            | 4                                 |

### Zawody światowe
W światowych zawodach zdobył następujące lokaty:
| Mistrzostwa Świata. Konkurencja teamów | Mistrzostwa Świata. Konkurencja teamów | Mistrzostwa Świata. Konkurencja teamów | Mistrzostwa Świata. Konkurencja teamów | Mistrzostwa Świata. Konkurencja teamów | Mistrzostwa Świata. Konkurencja teamów |
| Rok                                    | Miejsce                                | Zawody                                 | Kategoria                              | Drużyna                                | Pozycja                                |
| -------------------------------------- | -------------------------------------- | -------------------------------------- | -------------------------------------- | -------------------------------------- | -------------------------------------- |
| 1978                                   | Nowy Orlean                            | 5 Mistrzostwa Świata                   | Open                                   | Frenkiel                               | 1                                      |

### Zawody europejskie
W europejskich zawodach zdobył następujące lokaty:
| Zawody europejskie. Konkurencja teamów | Zawody europejskie. Konkurencja teamów | Zawody europejskie. Konkurencja teamów  | Zawody europejskie. Konkurencja teamów | Zawody europejskie. Konkurencja teamów | Zawody europejskie. Konkurencja teamów |
| Rok                                    | Miejsce                                | Zawody                                  | Kategoria                              | Drużyna                                | Pozycja                                |
| -------------------------------------- | -------------------------------------- | --------------------------------------- | -------------------------------------- | -------------------------------------- | -------------------------------------- |
| 1979                                   | Lozanna                                | 34 Mistrzostwa Europy Teamów            | Open                                   | Poland                                 | 7                                      |
| 1977                                   | Elsinore                               | 33 Mistrzostwa Europy Teamów            | Open                                   | Poland                                 | 12                                     |
| 1975                                   | Brighton                               | 32 Mistrzostwa Europy Teamów            | Open                                   | Poland                                 | 4                                      |
| 1973                                   | Ostenda                                | 30 Mistrzostwa Europy Teamów            | Open                                   | Poland                                 | 3                                      |
| 1971                                   | Ateny                                  | 29 Mistrzostwa Europy Teamów            | Open                                   | Poland                                 | 5                                      |
| 1968                                   | Praga                                  | 1 Młodzieżowe Mistrzostwa Europy Teamów | Juniorzy                               | Poland                                 | 4                                      |

### Inne zawody
W innych zawodach zdobył następujące lokaty:
| Inne zawody. Konkurencja indywidualna | Inne zawody. Konkurencja indywidualna | Inne zawody. Konkurencja indywidualna | Inne zawody. Konkurencja indywidualna | Inne zawody. Konkurencja indywidualna | Inne zawody. Konkurencja indywidualna |
| Rok                                   | Miejsce                               | Zawody                                | Kategoria                             | Pozycja                               |                                       |
| ------------------------------------- | ------------------------------------- | ------------------------------------- | ------------------------------------- | ------------------------------------- | ------------------------------------- |
| 1979/80                               |                                       | Puchar Europy "Philp Morris". 1979/80 | Open                                  | 1                                     |                                       |
| 1978/79                               |                                       | Puchar Europy "Philp Morris". 1978/79 | Open                                  | 2                                     |                                       |